# Shasta (Californie)
Pour les articles homonymes, voir Shasta.
Shasta, aujourd'hui parfois appelée Old Shasta, est une zone non-incorporée du comté de Shasta en Californie. Ville champignon très animée des années 1850 aux années 1880, Shasta fut à cette époque la plus grande ville du comté et des alentours ainsi qu'un important centre économique et de transport après la découverte d'or près de son site qui vit alors arriver de nombreux chercheurs d'or. Des bateaux tirés par des mules et des diligences partaient de la ville pour ravitailler les camps de mineurs et, plus tard, des villages du nord de la Californie.